# Böhnershof
Böhnershof ist ein Gemeindeteil der Gemeinde Mistelgau im Landkreis Bayreuth (Oberfranken, Bayern). Böhnershof liegt in der Gemarkung Obernsees.

## Geografie
Die Einöde liegt 1,25 km südsüdöstlich der Anhöhe Burgstall (535 m ü. NHN). Ein Anliegerweg führt nach Obernsees zur Kreisstraße BT 1 (0,7 km südwestlich).

## Geschichte
Der Ort wurde Ende des 19. Jahrhunderts auf dem Gemeindegebiet von Obernsees gegründet. Namensgebend dürfte der Nachname des Gründers gewesen sein. Am 1. Mai 1978 wurde Böhnershof im Zuge der Gebietsreform in Bayern in die Gemeinde Mistelgau eingegliedert.

## Einwohnerentwicklung
| Jahr      | 001885 | 001900 | 001925 | 001950 | 001961 | 001970 | 001987 |
| Einwohner | 8      | 5      | 5      | 11     | 2      | 10     | 8      |
| Häuser    | 1      | 1      | 1      | 1      | 1      |        | 1      |
| Quelle    | [ 9 ]  | [ 10 ] | [ 11 ] | [ 12 ] | [ 13 ] | [ 14 ] | [ 1 ]  |

## Religion
Böhnershof ist evangelisch-lutherisch geprägt und nach St. Jakob (Obernsees) gepfarrt.